# L’Isle-Jourdain (Gers)
L’Isle-Jourdain  (gaskognisch L’Isla de Baish) ist eine französische Gemeinde mit 9499 Einwohnern (Stand 1. Januar 2022) im Département Gers in der Region Okzitanien und im Arrondissement Auch, sie ist Hauptort des Kantons L’Isle-Jourdain. Die Einwohner werden Lislois(es) genannt.
Die Stadt liegt am Ufer des Flusses Save.

## Geschichte
Der Ortsname erinnert an eine Insel (Isle) inmitten eines Sumpfes. Ein Herr von Isle ließ als Teilnehmer am Kreuzzug seinen Sohn im Jordan taufen und benannte ihn nach dem Fluss; der Name wurde von der Gemeinde übernommen.

### Bevölkerungsentwicklung
| Jahr                       | 1962 | 1968 | 1975 | 1982 | 1990 | 1999 | 2009 | 2017 |
| Einwohner                  | 3675 | 4002 | 4195 | 4358 | 5029 | 5560 | 7296 | 8851 |
| Quellen: Cassini und INSEE |      |      |      |      |      |      |      |      |

## Verkehr
L’Isle-Jourdain hat einen Bahnhof an der Bahnstrecke Saint-Agne–Auch und wird im Regionalverkehr mit Zügen des TER Occitanie zwischen Toulouse und Auch bedient.

## Sehenswürdigkeiten
- Seit 1217 bezeugte Brücke (Pont tourné)
- Glockenturm (14. Jahrhundert).
- Stiftskirche (1785)
- Kornhalle (19. Jahrhundert), siehe Centre Musée européen d’art campanaire (Memento vom 5. Februar 2012 im Internet Archive) (1994)
- Maison Claude Augé : Privathaus (1904), Monument historique

## Persönlichkeiten
- Bertrand de l’Isle (um 1050–1123), Bischof von Comminges, Heiliger, wurde hier geboren
- Antoine Anselme (1652–1737), Prediger
- Claude Augé (1854–1924), Lexikograf und Herausgeber bei den Éditions Larousse
- Armand Praviel (1875–1944), Schriftsteller
- Paul Augé (1881–1951), Verleger, Romanist und Lexikograf
- Pierre Aubenque (1929–2020), Philosophiehistoriker

## Städtepartnerschaften
- Carballo, Spanien
- Motta di Livenza, Venetien, Italien